# Thagria sola
Thagria sola är en insektsart som beskrevs av Nielson 1977. Thagria sola ingår i släktet Thagria och familjen dvärgstritar. Inga underarter finns listade i Catalogue of Life.